# 对甲苯磺酸钠
对甲苯磺酸钠是一种有机化合物，化学式为CH
3C
6H
4SO
3Na。它是可溶于水的白色固体，可用于制备对甲酚。
它和四氟硼酸(二氟甲基)二苯基锍在乙腈中反应，可以得到对甲苯磺酸二氟甲酯。它和苯基三氟甲基氯化碘在二氯甲烷中反应，可以得到对甲苯磺酸三氟甲酯。